# Guesch Patti
Guesch Patti, geboren als Patricia Porasse, (Parijs, 16 maart 1946) is een Franse zangeres, danseres en actrice. Guesch Patti begon haar carrière bij het dansen op negenjarige leeftijd toen ze optrad in een ballet in de Opéra National de Paris, waar ze werkte met Roland Petit, daarna bij hedendaagse dans met Carolyn Carlson en Pina Bausch, en ten slotte bij variétédans op televisie.

## Carrière

### Muziek
Na de pianist Yves Gilbert te hebben begeleid, besloot ze een zangcarrière te beginnen en nam in 1965 twee platen op die onopgemerkt voorbij gingen. In 1984 nam Patti deel aan het trio Dacapo en had haar eerste solohit in 1987/1988 met Étienne, dat in Frankrijk een gouden plaat werd. Ook Labyrinthe, kort daarna uitgebracht, was succesvol: in 1988 won het een Victoires de la Musique in de categorie «Female révélation of the year», die wordt uitgereikt aan de beste nieuwe artiesten. De single Let Be Must the Queen was een kleine hit, met een piek op #25 in Frankrijk en #21 in Oostenrijk.
Haar tweede album Nomades werd uitgebracht in januari 1990. Ondanks een Europese tournee en concerten in de Verenigde Staten en Canada, was het album minder succesvol dan het vorige. L'Homme au tablier vert, Comment dire en Nomades waren de drie singles van het album, maar plaatsten zich niet in de hitlijst.
In 1992 bracht Patti haar derde album Gobe uit, dat kritisch goed werd ontvangen, maar als een commerciële mislukking werd beschouwd.
In 1995 markeerde haar volgende album Blonde een muzikale verandering en een meer elektronische test, met minder commerciële geluiden en nieuwe samenwerkingen met vele artiesten, waaronder Étienne Daho (op het nummer Blonde) en Françoise Hardy (Un peu, beaucoup). Er waren drie singles van dit album: La Marquise, Blonde en Amnésie. Daarnaast koos de Britse filmmaker Peter Greenaway zowel La Marquise als Blonde voor de soundtrack van zijn film The Pillow Book (1996).
Het vijfde album Dernières Nouvelles, uitgebracht in 2000, benadrukte een pijnlijke en romantische dramasfeer, sterk getint met eenzaamheid. Een in maart 2002 uitgebrachte dvd maakte het album compleet. Met veel muzikale innovatie presenteert deze dvd een groot deel van het album, met gechoreografeerde uitvoeringen en een dubbelhartig interview over existentiële problemen en de toestand van de artiest. In hetzelfde jaar nam Patti een duet op met Gonzales voor de single Dans tes yeux.

### Theater en film
Na het mislukken van deze albums in de jaren 1990 besloot Patti de muziek te verlaten en haar artistieke ervaringen te diversifiëren. Daarna zette ze haar danscarrière voort, vooral met de show Elle sourit aux larmes, gepresenteerd in het Theatre des Abbesses in 2001, waarin ze dansen uitvoerde van verschillende hedendaagse choreografen, waaronder Odile Duboc, Daniel Larrieu en een andere speciaal voor haar geschreven door Dominique Mercy.
Patti verscheen ook in films. Ze maakte een korte verschijning in de film Une pour toutes van Claude Lelouch en speelde ook in Elles van Luis Galvao Teles, samen met Miou-Miou, Marthe Keller, Marisa Berenson en Carmen Maura. Ze stond op het podium met toneelstukken als L'Opéra de quat'sous, Les Monologists du vagin en Jésus Camacho 404 284. In de zomer van 2006 was ze jurylid in Dancing Show, uitgezonden op France 2 In Frankrijk.
Als danseres was Patti te gast in de Milanese Scala en werkte ze met choreografen als Roland Petit en Maurice Béjart.

## Discografie

### Singles
- 1984: Somnifères (uitgebracht onder de naam Dacapo)
- 1987: Étienne
- 1988: Let Be Must The Queen
- 1988: Cul Cul Clan
- 1988: Bon anniversaire
- 1990: L'homme au tablier vert
- 1990: Comment dire
- 1990: Nomades
- 1992: Wake up
- 1992: Mélomane
- 1995: La marquise
- 1995: Amnésie
- 1996: Blonde
- 2002: Dans tes yeux (Promo-CD, verkoop werd verboden)
- 2003: Z-Gonzales
- 2009: Bilingue

### Albums
- 1988: Labyrinthe
- 1990: Nomades
- 1992: Gobe
- 1995: Blonde
- 2000: Derniers Nouvelles

- Bibliothèque nationale de France: cb138982996 (data)
- Gemeinsame Normdatei: 134589181
- International Standard Name Identifier: 0000 0000 5514 2736
- Library of Congress Control Number: n92101302
- MusicBrainz: 860fe5af-e30b-40e8-80c3-b0482c87c143
- SNAC: w63t9qbm
- Système universitaire de documentation: 162332920
- Virtual International Authority File: 44486114
- WorldCat: E39PCjGJPWkKPM9hCGXkmPmkwC